# Lo mejor que le puede pasar a un cruasán
Lo mejor que le puede pasar a un cruasán és una pel·lícula de Paco Mir protagonitzada per Pablo Carbonell. Ha estat doblada al català.
Basada en la novel·la homònima escrita per Pablo Tusset.

## Argument
Pablo Miralles (Pablo Carbonell) té uns trenta anys i encara no vol deixar passar l'adolescència... Un dia desapareix el seu germà Sebastián (José Coronado) i la seva xicota l'obliga a buscar el seu germà...

## Repartiment
- Pablo Carbonell – Pablo Miralles
- José Coronado – Sebastián Miralles
- Nathalie Seseña – Fina
- Marta Belaustegui – Gloria
- Lola Marceli – Beatriz/Lali
- Irene Montalà – Carmela
- Anna Maria Barbany - mare dels Miralles
- Amparo Valle – Beba
- André Oumanski – Ignacio
- Pep Ferrer – Luigi